# Cumulus mediocris
Un cumulus mediocris est un type de cumulus appartenant généralement à l'étage inférieur. Ces nuages sont plus grands dans leur développement vertical que les cumulus humilis,,. Ils peuvent montrer ou non la forme de chou-fleur caractéristique des cumulus. Ce type de nuage ne provoque généralement pas de précipitations, mais peut se transformer en cumulus congestus qui pourra en donner et ensuite en cumulonimbus.

## Nuage vu d'avion
L'épaisseur d'un cumulus mediocris varie entre quelques centaines de mètres et 2 000 m. Au-dessus de 2 km d'épaisseur, on aura généralement affaire à des cumulus congestus voire à des cumulonimbus.

### Au-dessous du nuage
Vus d'en dessous les cumulus mediocris ont en général une base horizontale qui peut être légèrement plus sombre que pour des cumulus humilis. La visibilité est généralement bonne sous le nuage. L'Atlas international des nuages affirme que la turbulence y est souvent forte.

### À l'intérieur du nuage
Les cumulus mediocris sont constitués principalement de gouttelettes d'eau qui peut être surfondue. Cette eau surfondue peut provoquer un givrage de l'aéronef. La visibilité est très variable mais en général très médiocre. La turbulence y est souvent assez forte.

### Au-dessus du nuage
Leurs parties supérieures forment des protubérances de dimension variable. Ils peuvent être au-dessous d'une autre couche nuageuse constituée de velum ou pileus. Il arrive que ces cumulus mediocris soient organisés en rues de nuages et vus de loin ils ressembleront alors à des stratocumulus castellanus.